# Platja Petita d'Empuriabrava
La platja Petita d'Empuriabrava, o platja de la Rovina Petita, és una platja del municipi de Castelló d'Empúries (Alt Empordà), situada a tocar de la bocana d'Empuriabrava, separada per un espigó de la platja de la Rubina. Té una longitud de 49 m i una amplada de 32 m, formada per sorres mitjanes i fines.
En aquesta platja, durant el Festival Terra de Trobadors, s'hi representa cada any el desembarcament marítim de les tropes del rei Jaume I El Conqueridor per aturar la rebel·lió del comte d'Empúries Hug V. També s'hi han celebrar diverses edicions del campionat Beach Waterpolo Empuriabrava.